# Dipterocarpus retusus
Dipterocarpus retusus — вид тропических деревьев из рода Диптерокарпус семейства Диптерокарповые. Охранный статус вида — VU — находятся в уязвимом положении.

## Распространение
Вид произрастает во многих странах Южной и Юго-Восточной Азии: в Филиппинах, Китае, Вьетнаме, Лаосе, Камбодже, Малайзии, Индонезии, Мьянме и Индии. Встречается во влажных горных лесах на высоте 800—1300 метров над уровнем моря. Иногда растёт на более низких высотах. 
Во Вьетнаме вид выращивают как декоративное дерево в садах и парках.

## Описание
Высокое вечнозелёное дерево. Высота ствола — до 40—45 метров, диаметр 100—150 см. Ветки начинаются на высоте 15—20 метров от земли. Кора серого цвета с коричневыми пятнами. Листья широкие, яйцевидные, длиной от 16 до 28 см. Цветение происходит с мая по июнь, а плоды созревают в декабре или январе.

## Использование
Древесина этого вида используется в строительстве лодок, в Камбодже также собирают смолу для изготовления факелов.

## Таксономия

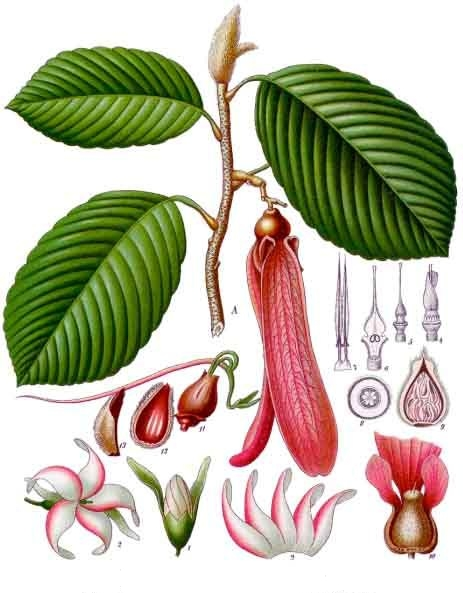
Иллюстрация 1887 года

Вид был впервые описан Карлом Людвигом Блюме в 1823 году. 
Синонимы
- Dipterocarpus austroyunnanicus
- Dipterocarpus luchunensis
- Dipterocarpus macrocarpus
- Dipterocarpus mannii
- Dipterocarpus occidentoyunnanensis
- Dipterocarpus pubescens
- Dipterocarpus spanoghei
- Dipterocarpus tonkinensis
- Dipterocarpus trinervis